# Esteve Fradera
Esteve Fradera Serrat (Santa Coloma de Farners, 7 maggio 1963) è un ex calciatore spagnolo di ruolo difensore.

## Carriera
Prodotto del vivaio del Barcellona, esordì con la prima squadra nel 1985, vincendo anche la Coppa della Liga
Successivamente, giocò con Sabadell, Maiorca e Albacete.

## Palmarès

### Club

#### Competizioni nazionali
- Copa de la Liga: 1

Barcellona: 1986